# Godofredo Pacheco
Godofredo Pacheco (Madrid, 18 de octubre de 1919 - † 3 de mayo de 1974) fue un director de fotografía español.

## Biografía
Godofredo Pacheco era hijo del fotógrafo Juan Pacheco, con quien codirigió su propio estudio fotográfico durante la guerra civil española. Tras hacer el servicio militar posterior, trabajó como ayudante de cámara en el cine. Desde 1955 fue director de fotografía y fue responsable de las películas de guerra, westerns y de terror de bajo presupuesto, trabajando varias veces con los directores León Klimovsky y Jesús Franco.

## Filmografía
- 1960: El hombre que perdió el tren
- 1960: ¡Ahí va otro recluta!
- 1961: Gritos en la noche
- 1962: Il terrore di notte
- 1962: Dulcinea
- 1963: Das Geheimnis der schwarzen Witwe
- 1963: Rififí en la ciudad
- 1965: El marqués
- 1970: Los monstruos del terror
- 1971: Commando attack
- 1973: Campa carogna… la taglia cresce
- 1973: Valdez il mezzosangue
- 1978: Un par de zapatos del 32

## Premios y nominaciones
Medallas del Círculo de Escritores Cinematográficos
| Año  | Categoría        | Película | Resultado |
| ---- | ---------------- | -------- | --------- |
| 1962 | Mejor fotografía | Dulcinea | Ganador   |